# Otto Reuter
Otto Reuter (Wachwitz, 10 settembre 1886 – 12 gennaio 1922) è stato un ingegnere aeronautico e imprenditore tedesco.
Fu collaboratore di Hugo Junkers nello sviluppo della divisione aeronautica dell'azienda che portava il suo nome, nonché coprogettista e responsabile dello sviluppo dei primi modelli di aeroplano realizzati dalla Junkers tra i quali l'F 13, uno dei più rappresentativi modelli di velivolo destinati al mercato dell'aviazione commerciale del primo dopoguerra.